# Coupe de la confédération 2014
Navigation
Édition précédente Édition suivante
La Coupe de la confédération 2014 est la onzième édition de la Coupe de la confédération. Le tirage au sort a eu lieu en décembre 2013. La compétition débute le 15 février 2013.
Le tenant du titre, le club tunisien du CS Sfax ne peut défendre son trophée car il est engagé en Ligue des champions de la CAF 2014 après avoir remporté le titre de champion de Tunisie.

## Primes monétaires
Les primes monétaires de l'édition 2014 sont distribués aux clubs terminant dans les 8 premiers, comme suit:
| Classement     | Club      | Fédération |
| -------------- | --------- | ---------- |
| Vainqueur      | 660 000 $ | 35 000 $   |
| Finaliste      | 425 000 $ | 30 000 $   |
| Demi-finaliste | 240 000 $ | 25 000 $   |
| 3e du groupe   | 175 000 $ | 20 000 $   |
| 4e du groupe   | 150 000 $ | 15 000 $   |

## Participants
- Théoriquement, jusqu'à 56 fédérations membres de la CAF peuvent entrer dans la CAF Champions League 2014.
- Les 12 pays les mieux classés en fonction du Classement 5-Year de la CAF peuvent également inscrire 2 équipes par compétition. Pour la compétition de cette année, la Confédération africaine de football va utiliser Classement 5-Year de la CAF d'entre 2007 et 2011. En conséquence, 56 clubs ont pu entrer dans le tournoi.

Ci-dessous le schéma de qualification pour la compétition. Les nations sont affichées en fonction de leur Classement 5-Year de la CAF :
| Fédération                                                                 | Club                                                | Classement                                          |
| Fédérations avec deux représentants (Classées 1-12)                        | Fédérations avec deux représentants (Classées 1-12) | Fédérations avec deux représentants (Classées 1-12) |
| -------------------------------------------------------------------------- | --------------------------------------------------- | --------------------------------------------------- |
| Tunisie 1er - 90 pts                                                       | ES Sahel                                            | 3e du championnat de Tunisie 2012-2013              |
| Tunisie 1er - 90 pts                                                       | CA Bizertin                                         | Vainqueur de la Coupe de Tunisie 2013               |
| Égypte 2e - 70 pts                                                         | Ismaily SC                                          | 3e du championnat d'Égypte 2010-2011                |
| Égypte 2e - 70 pts                                                         | Wadi Degla SC                                       | Finaliste de la Coupe d'Égypte 2013                 |
| Nigeria 3e - 63 pts                                                        | Bayelsa United                                      | 3e du championnat du Nigeria 2013                   |
| Nigeria 3e - 63 pts                                                        | Warri Wolves                                        | Finaliste de la Coupe du Nigeria 2013               |
| Soudan 4e - 54 pts                                                         | Al Ahly Shandy                                      | 3e du championnat du Soudan 2013                    |
| Soudan 4e - 54 pts                                                         | Al-Ahli Atbara                                      | 4e du championnat du Soudan 2013                    |
| Maroc 5e - 53 pts                                                          | Maghreb AS                                          | 3e du championnat du Maroc 2012-2013                |
| Maroc 5e - 53 pts                                                          | DH El Jadida                                        | Vainqueur de la Coupe du Trône 2013                 |
| RD Congo 6e - 48 pts                                                       | CS Don Bosco                                        | 3e du championnat de RD du Congo 2013               |
| RD Congo 6e - 48 pts                                                       | FC MK Etanchéité                                    | Vainqueur de la Coupe de RD du Congo 2013           |
| Algérie 7e - 40 pts                                                        | CS Constantine                                      | 3e du championnat d'Algérie 2012-2013               |
| Mali 8e - 31 pts                                                           | Djoliba AC                                          | 3e du championnat du Mali 2012-2013                 |
| Mali 8e - 31 pts                                                           | Cercle Olympique de Bamako                          | 4e du championnat du Mali 2012-2013                 |
| République du Congo 9e - 20 pts                                            | FC Kondzo                                           | 3e du championnat du Congo 2013                     |
| République du Congo 9e - 20 pts                                            | CARA Brazzaville                                    | 4e du championnat du Congo 2013                     |
| Angola 10e - 18 pts                                                        | Atlético Petróleos de Luanda                        | Vainqueur de la Taça Angola 2013                    |
| Angola 10e - 18 pts                                                        | Clube Desportivo da Huíla                           | Finaliste de la Taça Angola 2013                    |
| Cameroun 11e - 12 pts                                                      | Union Douala                                        | 3e du championnat du Cameroun 2013                  |
| Cameroun 11e - 12 pts                                                      | YOSA Bamenda                                        | Vainqueur de la Coupe du Cameroun 2013              |
| Ghana 12e - 11 pts                                                         | Ebusua Dwarfs                                       | 3e du championnat du Ghana 2013-2013                |
| Ghana 12e - 11 pts                                                         | Medeama SC                                          | Vainqueur de la Coupe du Ghana 2012-2013            |
| Fédérations avec un seul représentant (Classées plus bas que la 12e place) |                                                     |                                                     |
| Zimbabwe 13e - 8 pts                                                       | How Mine FC                                         | Finaliste de la Coupe du Zimbabwe 2013              |
| Zambie 14e - 7 pts                                                         | ZESCO United FC                                     | Vice-champion de Zambie 2013                        |
| Côte d'Ivoire 15e - 6 pts                                                  | ASEC Mimosas                                        | Vainqueur de la Coupe de Côte d'Ivoire 2013         |
| Libye 15e - 6 pts                                                          | Al Ahly Tripoli                                     | Champion de Libye 2012-2013 groupe A                |
| Niger 17e - 3 pts                                                          | ASN Nigelec                                         | Vainqueur de la Coupe du Niger 2012                 |
| Botswana                                                                   | Gaborone United                                     | Vainqueur de la Coupe du Botswana 2012              |
| Burkina Faso                                                               | AS Sonabel                                          | Finaliste de la Coupe du Burkina Faso 2012          |
| Burundi                                                                    | Académie Tchité FC                                  | Vainqueur de la Coupe du Burundi 2013               |
| Tchad                                                                      | ASLAD de Moundou                                    | Vainqueur de la Coupe du Tchad 2013                 |
| Guinée équatoriale                                                         | The Panthers FC                                     | Vainqueur de la Coupe de Guinée équatoriale 2013    |
| Éthiopie                                                                   | Defence Force Sports Club                           | Vainqueur de la Coupe d'Éthiopie 2013               |
| Gabon                                                                      | CF Mounana                                          | Vainqueur de la Coupe du Gabon 2013                 |
| Gambie                                                                     | Gamtel Football Club                                | Vainqueur de la Coupe de Gambie 2013                |
| Guinée                                                                     | CI Kamsar                                           | Finaliste de la Coupe de Guinée 2013                |
| Guinée-Bissau                                                              | Estrela de Cantanhez FC                             | Vainqueur de la Coupe de Guinée-Bissau 2013         |
| Kenya                                                                      | AFC Leopards                                        | Vainqueur de la Coupe du Kenya 2013                 |
| Liberia                                                                    | Red Lions                                           | Finaliste de la Coupe du Liberia 2013               |
| Madagascar                                                                 | AS Saint-Michel                                     | Vainqueur de la Coupe de Madagascar 2013            |
| Mozambique                                                                 | Clube Ferroviário da Beira                          | Vainqueur de la Taça de Mozambique 2013             |
| Namibie                                                                    | African Stars FC                                    | Vainqueur de la Coupe de Namibie 2013               |
| Rwanda                                                                     | AS Kigali                                           | Vainqueur de la Coupe du Rwanda 2013                |
| Sénégal                                                                    | ASC Diaraf                                          | Vainqueur de la Coupe du Sénégal 2013               |
| Seychelles                                                                 | Saint Michel United                                 | Vainqueur de la Coupe des Seychelles 2013           |
| Sierra Leone                                                               | RSLAF                                               | Vice-champion de Sierra Leone 2013                  |
| Afrique du Sud                                                             | SuperSport United                                   | Finaliste de la Coupe d'Afrique du Sud 2012-2013    |
| Soudan du Sud                                                              | Al-Malakia FC                                       | Vainqueur de la Coupe du Soudan du Sud 2013         |
| Tanzanie                                                                   | Azam FC                                             | Vice-champion de Tanzanie 2012-2013                 |
| Togo                                                                       | AS Douanes Lomé                                     | Vice-champion du Togo 2013                          |
| Ouganda                                                                    | Victoria University                                 | Vainqueur de la Coupe d'Ouganda 2013                |
| Zanzibar                                                                   | Chuoni FC                                           | Vice-champion de Zanzibar 2013                      |

## Tours de qualification

### Premier tour
Onze équipes sont exemptes lors de ce tour :
- ES Sahel
- CA Bizertin
- Ismaily SC
- Wadi Degla SC
- Bayelsa United
- Warri Wolves
- Al Ahly Shendi
- Maghreb AS
- Djoliba AC
- ZESCO United FC
- ASEC Mimosas

Les matchs aller se jouent les 7, 8 et 9 février 2014 alors que les matchs retour se jouent les 14, 15 et 16 février 2014.
| Équipe 1            | Résultat  | Équipe 2                        | Aller | Retour |
| ------------------- | --------- | ------------------------------- | ----- | ------ |
| Malakia FC          | 1-5       | CARA Brazzaville                | 0-1   | 1-4    |
| AFC Leopards        | 4-1       | Defence Force Sports Club       | 2-0   | 2-1    |
| SuperSport United   | 3-0       | Gaborone United                 | 2-0   | 1-0    |
| AS Kigali           | 2-1       | Académie Tchité FC              | 1-0   | 1-1    |
| DH El Jadida        | 1-0       | AS Sonabel                      | 1-0   | 0-0    |
| RSLAF               | 0-3       | Gamtel Football Club            | 0-1   | 0-2    |
| The Panthers FC     | 1-4       | Medeama SC                      | 1-2   | 0-2    |
| Azam FC             | 1-2       | Clube Ferroviário da Beira      | 1-0   | 0-2    |
| Saint Michel United | 3-3 (7-6) | AS Saint-Michel                 | 2-1   | 1-2    |
| How Mine FC         | 6-1       | Chuoni FC                       | 4-0   | 2-1    |
| FC Kondzo           | 3-3       | YOSA Bamenda                    | 2-0   | 1-3    |
| ASN Nigelec         | 3-4       | CS Constantine                  | 2-0   | 1-4    |
| Red Lions           | -         | Estrela de Cantanhez FC forfait | -     | -      |
| Al Ahly Tripoli     | 1-2       | Cercle Olympique de Bamako      | 1-1   | 0-1    |
| Al-Ahli Atbara      | 1-1       | MK Étanchéité                   | 1-1   | 0-0    |
| African Stars FC    | 2-3       | Atlético Petróleos de Luanda    | 2-0   | 0-3    |
| Ebusua Dwarfs       | 1-0       | ASC Diaraf                      | 1-0   | 0-0    |
| AS Douanes Lomé     | 3-1       | CI Kamsar                       | 2-0   | 1-1    |
| CS Don Bosco        | 3-1       | Victoria University             | 3-0   | 0-1    |
| Union Douala        | 4-2       | ASLAD de Moundou                | 3-0   | 1-2    |
| CF Mounana          | 3-4       | Clube Desportivo da Huíla       | 3-1   | 0-3    |

### Deuxième tour
Les matchs aller se jouent les 28 février, 1er et 2 mars 2014 alors que les matchs retour se jouent les 7, 8 et 9 mars 2014.
| Équipe 1                   | Résultat  | Équipe 2                     | Aller | Retour |
| -------------------------- | --------- | ---------------------------- | ----- | ------ |
| CARA Brazzaville           | 1-3       | ES Sahel                     | 1-0   | 0-3    |
| SuperSport United          | 4-2       | AFC Leopards                 | 2-0   | 2-2    |
| AS Kigali                  | 1-1 (4-5) | Al Ahly Shandy               | 1-0   | 0-1    |
| Gamtel Football Club       | 0-6       | DH El Jadida                 | 0-2   | 0-4    |
| Medeama SC                 | 4-2       | Maghreb AS                   | 3-0   | 1-2    |
| Clube Ferroviário da Beira | 0-1       | ZESCO United FC              | 0-0   | 0-1    |
| How Mine FC                | 6-4       | Saint Michel United          | 5-1   | 1-3    |
| FC Kondzo                  | 0-2       | Bayelsa United               | 0-0   | 0-2    |
| Red Lions                  | 0-3       | CS Constantine               | 0-1   | 0-2    |
| Cercle Olympique de Bamako | 1-3       | ASEC Mimosas                 | 0-2   | 1-1    |
| MK Étanchéité              | 0-0 (3–4) | Ismaily SC                   | 0-0   | 0-0    |
| Ebusua Dwarfs              | 2-4       | Atlético Petróleos de Luanda | 2-0   | 0-4    |
| AS Douanes Lomé            | 1-3       | Wadi Degla SC                | 1-1   | 0-2    |
| CS Don Bosco               | 2-2       | Djoliba AC                   | 2-1   | 0-1    |
| Union Douala               | 3-4       | Warri Wolves                 | 2-3   | 1-1    |
| Clube Desportivo da Huíla  | 0-3       | CA Bizertin                  | 0-1   | 0-2    |

### Troisième tour
Les matchs aller se jouent les 21, 22 et 23 mars 2014 alors que les matchs retour se jouent les 28, 29 et 30 mars 2014.
| Équipe 1       | Résultat    | Équipe 2                     | Aller | Retour |
| -------------- | ----------- | ---------------------------- | ----- | ------ |
| ES Sahel       | 5 - 1       | SuperSport United            | 1 - 0 | 4 - 1  |
| AS Kigali      | 1 - 3       | DH El Jadida                 | 1 - 0 | 0 - 3  |
| Medeama SC     | 2 - 1       | ZESCO United FC              | 2 - 0 | 0 - 1  |
| How Mine FC    | 2 - 3       | Bayelsa United               | 2 - 1 | 0 - 2  |
| CS Constantine | 1 - 6       | ASEC Mimosas                 | 1 - 0 | 0 - 6  |
| Ismaily SC     | 0 - 1       | Atlético Petróleos de Luanda | 0 - 0 | 0 - 1  |
| Wadi Degla SC  | 2 - 2 (2-3) | Djoliba AC                   | 2 - 0 | 0 - 2  |
| Warri Wolves   | 1 - 2       | CA Bizertin                  | 0 - 0 | 1 - 2  |

### Barrages
Les vainqueurs avancent en barrage contre les perdants du 2e tour de la Ligue des champions 2014 (indiqués en italique). Ces derniers jouent à domicile lors du match aller.
Les matchs aller se jouent les 18, 19 et 20 avril 2014 alors que les matchs retour se jouent les 25, 26 et 27 avril 2014.
| Équipe 1          | Résultat | Équipe 2                     | Aller | Retour | Tab |
| ----------------- | -------- | ---------------------------- | ----- | ------ | --- |
| Horoya AC         | 0 - 1    | ES Sahel                     | 0-0   | 0-1    |     |
| Al Ahly           | 2 - 2    | DH El Jadida                 | 1-0   | 1-2    |     |
| AC Léopards       | 2 - 2    | Medeama SC                   | 2-0   | 0-2    | 5-4 |
| Séwé Sports       | 3 - 0    | Bayelsa United               | 2-0   | 1-0    |     |
| Kaizer Chiefs     | 1 - 3    | ASEC Mimosas                 | 1-2   | 0-1    |     |
| Cotonsport Garoua | 4 - 3    | Atlético Petróleos de Luanda | 2-1   | 2-2    |     |
| AS Real Bamako    | 2 - 1    | Djoliba AC                   | 2-1   | 0-0    |     |
| Nkana FC          | 1 - 1    | CA Bizertin                  | 0-0   | 1-1    |     |

## Phase de groupes

### Groupe A
| Rang | Équipe            | Pts | J | G | N | P | Bp | Bc | Diff |  | Résultats (▼ dom., ► ext.) |     |     |     |     |
| ---- | ----------------- | --- | - | - | - | - | -- | -- | ---- |  | -------------------------- | --- | --- | --- | --- |
| 1    | AC Léopards       | 11  | 6 | 3 | 2 | 1 | 11 | 4  | +7   |  | AC Léopards                | 4-1 | 0-0 |     | 1-2 |
| 2    | Cotonsport Garoua | 11  | 6 | 3 | 2 | 1 | 8  | 9  | -1   |  | Cotonsport Garoua          | 2-1 |     | 0-4 | 0-0 |
| 3    | AS Real Bamako    | 6   | 6 | 1 | 3 | 2 | 6  | 7  | -1   |  | AS Real Bamako             | 1-1 | 1-1 | 1-2 |     |
| 4    | ASEC Mimosas      | 3   | 6 | 0 | 3 | 3 | 5  | 10 | -5   |  | ASEC Mimosas               |     | 2-3 | 0-0 | 0-0 |

### Groupe B
| Rang | Équipe      | Pts | J | G | N | P | Bp | Bc | Diff |  | Résultats (▼ dom., ► ext.) |     |     |     |     |
| ---- | ----------- | --- | - | - | - | - | -- | -- | ---- |  | -------------------------- | --- | --- | --- | --- |
| 1    | Al Ahly     | 9   | 6 | 2 | 3 | 1 | 5  | 3  | +2   |  | Al Ahly                    |     | 2-0 | 0-0 | 1-0 |
| 2    | Séwé Sports | 9   | 6 | 2 | 3 | 1 | 7  | 4  | +3   |  | Séwé Sports                | 1-1 | 3-0 | 1-1 |     |
| 3    | Nkana FC    | 7   | 6 | 2 | 1 | 3 | 9  | 13 | -4   |  | Nkana FC                   | 1-0 |     | 4-3 | 1-1 |
| 4    | ES Sahel    | 6   | 6 | 1 | 3 | 2 | 9  | 10 | -1   |  | ES Sahel                   | 1-1 | 4-3 |     | 0-1 |

## Phase finale

### Demi-finales
| Équipe 1          | Résultat | Équipe 2    | Aller | Retour |
| ----------------- | -------- | ----------- | ----- | ------ |
| Séwé Sports       | 1 - 0    | AC Léopards | 1 - 0 | 0 - 0  |
| Cotonsport Garoua | 1 - 3    | Al Ahly     | 0 - 1 | 1 - 2  |

### Finale
| Aller            | Séwé Sports                                    | 2-1   | Al Ahly            | Stade Robert Champroux,Abidjan |  |
| 29/11/2014 16:00 | Christian Kouamé 25e (SP) · Honnadji Gboze 83e | (1-0) | Mahmoud Hassan 59e |                                |  |

| Retour    | Al Ahly         | 1-0 | Séwé Sports | Stade international du Caire, Le Caire |  |
| 7/12/2014 | Emad Moteab 96e |     |             |                                        |  |

## Vainqueur
| Coupe de la confédération Vainqueur 2014 |
| ---------------------------------------- |
| Al Ahly SC 1er titre                     |